# Comuna de Mogielnica
Mogielnica (polaco: Gmina Mogielnica) é uma gminy (comuna) na Polónia, na voivodia de Mazóvia e no condado de Grójecki.
A sede do condado é a cidade de Mogielnica.
De acordo com os censos de 2004, a comuna tem 9216 habitantes, com uma densidade 65,1 hab/km².

## Área
Estende-se por uma área de 141,56 km², incluindo:
- área agricola: 81%
- área florestal: 12%

## Demografia
Dados de 30 de Junho 2004:
|                      | Total   | Total | Mulheres | Mulheres | Homens  | Homens |
| -------------------- | ------- | ----- | -------- | -------- | ------- | ------ |
|                      | pessoas | %     | pessoas  | %        | pessoas | %      |
| População            | 9216    | 100   | 4657     | 50,5     | 4559    | 49,5   |
| Densidade (pop./km²) | 65,1    | 100   | 32,9     | 32,9     | 32,2    | 32,2   |

De acordo com dados de 2002, o rendimento médio per capita ascendia a 1452,42 zł.
Borowe, Brzostowiec, Dalboszek, Dąbrowa, Dębnowola, Dobiecin, Dylew, Dziarnów, Dziunin, Główczyn, Główczyn-Towarzystwo, Górki-Izabelin, Gracjanów, Jastrzębia, Jastrzębia Stara, Kaplin, Kozietuły, Kozietuły Nowe, Ługowice, Marysin, Michałowice, Miechowice, Odcinki Dylewskie, Otaląż, Otalążka, Pawłowice, Pączew, Popowice, Stamirowice, Stryków, Ślepowola, Świdno, Tomczyce, Ulaski Gostomskie, Wężowiec, Wodziczna, Wólka Gostomska.
Belsk Duży, Błędów, Goszczyn, Nowe Miasto nad Pilicą, Promna, Sadkowice, Wyśmierzyce